# AN/AAR-54
AN/AAR-54 Nemesis (JETDS-Bezeichnung) ist IR-basiertes Raketenwarnsystem, welches die Besatzung von Hubschraubern und Flugzeugen vor feindlichen Lenkflugkörpern warnen soll. Es wurde von Westinghouse für das britische Verteidigungsministerium entwickelt.

## Beschreibung
Um anfliegende Raketen zu erkennen, verfügt das AAR-54 über bis zu sechs passive Weitwinkel-UV-Sensoren, die die Abgasfahne von Lenkflugkörpern aus allen Richtungen erfassen, verfolgen und identifizieren sollen. Das System soll mehrere Ziele gleichzeitig verfolgen können und Clutter zuverlässig unterdrücken.

## Technische Daten

### UV-Sensor
- Gewicht: 1,75 kg (pro Stück)
- Ausmaße (B×H×L): 8,7 × 8,7 × 11,2 cm
- Energiebedarf: 8 W (beim Enteisungsvorgang: 78 W)
- MTBF: 57.804 Stunden

### Computereinheit
- Gewicht: 4,8 kg
- Abmessungen (B×H×L): 16 × 9,65 × 21,6 cm
- Energiebedarf: 34 W
- MTBF: 7.128 Stunden

## Plattformen
| Flugzeuge - B-2 Spirit - F-16 Fighting Falcon - C-130 Hercules - Transall C-160 | Hubschrauber - CH-47 Chinook - S-61 Sea King - UH-60 Black Hawk - AS 532U2 Cougar |